# Šarlatán

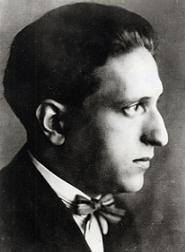
Pavel Haas.

Šarlatán (Charlatanen) är en tjeckisk tragikomisk opera i tre opera med musik av Pavel Haas. Librettot skrevs av Haas efter romanen Doktor Eisenbart (1933) av Josef Winckler.

## Historia
Haas studerade vid Brnos musikkonservatorium 1920-22 där han var Leoš Janáčeks favoritelev. Han utformade en egen stil som bestod av influenser från mährisk folkmusik, jazz, Stravinskij, Arthur Honegger och Sjostakovitj. Utöver detta tillkom påverkan från judisk musik och biograffilmer. Alla dessa faktorer integrerades i hans mästerverk, Šarlatán. Operan hade premiär den 2 april 1938 på Landestheater i Brno. Haas karriär hade säkert blomstrat om inte nazisterna hade invaderat Tjeckoslovakien kort tid efter premiären. Han deporterades till det judiska ghettot i Theresienstadt och avled senare i Auschwitz den 17 oktober 1944.

## Personer
- Pustrpalk, en resande kvacksalvare (titelns charlatan) (baryton)
- Rozina, hans hustru (sopran)
- Deltagare i Pustrpalks trupp:
  - Bakalář (Ungkarl), klädd som Harlekin (tenor)
  - Kyška (Surmjölk), en kock, klädd som Scapino (tenor)
  - Pavučina (Spindelväv), klädd som Pantalone (bas)
  - Zavináč (Inlagd sill), klädd som Pierrot (tenor)
  - Ohnižer, (Eldslukare), klädd som Pulcinella (tenor)
  - Provazolezec, (Lindansare), klädd som Colombina (bas)
  - Krotitel hadů (Ormtjusare), dressed as Brighella (bas)
  - Teriakförsäljaren (bas)
- 2 tjänare (baryton, bas)
- Amaranta, en skönhet (sopran eller mezzosopran)
- Jochimus, en munk (baryton)
- Hans tjänare (tenor)
- Apotekaren (bas)
- Stadsläkaren (bas)
- Desertören (tenor)
- Värdshusvärden (tenor)
- Šereda (monster), en vandrande helbrägdagörare (tenor)
- Hans tjänare
- Kungen (bas)
- 3 Studenter (tenor, baryton och bas)
- En man med krycka (tenor)

## Handling
I efterdyningarna av det Trettioåriga kriget reser charlatanen doktor Pustrpalk omkring med ett brokigt sällskap. Hans mediciner kurerar folk och ryktet om hans storhet gör honom till en folkhjälte. Men med åren får han alltfler fiender och rivaler. Efter en misslyckad operation dör patienten och han förvisas. Han blir en alkoholiserad luffare som besjunger sin livshistoria. Efter att ha fått glosan "charlatan" ropad efter sig dör faller han ned och dör.